# Ernest Borel
Ernest Borel es un fabricante de relojes fundado en 1856 en Neuchâtel, Suiza. Tradicionalmente, se ha centrado en los mercados de exportación fuera de Europa y ganó varios premios a finales del siglo XIX, incluyendo el primer lugar en el concurso de precisión de cronometraje del observatorio de Neuchâtel de 1866. Estos galardones fueron considerados por la empresa como una importante estrategia de publicidad para aumentar el valor de la marca, ya que el observatorio de Neuchâtel era famoso en aquel entonces por su precisión en la medición del tiempo.

## Historia
En 1876, recibieron el "Premium Award" en Filadelfia, EE. UU., y, en 1878, ganaron el único "Precious Premium Award" otorgado a la industria relojera suiza en París, Francia, ese mismo año. La empresa estuvo dirigida por la familia Borel hasta 1975, cuando, debido a la "crisis del cuarzo" que afectó a toda la industria relojera suiza, fue vendida y pasó a formar parte del Grupo Synchron, integrado también por Cyma y Doxa.
En 1997, la firma fue adquirida por un grupo de inversores chinos. Los inversores nombraron a Raphaël Boillat director general, quien en 2009 nombró a su hija, Nathalie, como sucesora.
Ernest Borel S.A. tiene su sede en su nueva fábrica de Le Noirmont. Anteriormente, estaba ubicada en La Chaux-de-Fonds. En 2018, el conglomerado Citychamp Watch & Jewellery Group, con sede en Hong Kong, a través de su filial VGB Limited, pasó a ser propietario de una parte de la empresa. Desde entonces, el Sr. Teguh Halim de forma parte de su consejo de administración.
Las acciones de Ernest Borel Holdings Limited (operaciones en Asia, código bursátil: 1856) cotizan en la Bolsa de Hong Kong desde el 11 de julio de 2014.

## Productos
Ernest Borel produce actualmente relojes de pulsera automáticos y de cuarzo de estilo tradicional para hombre y mujer. La mayor parte de su línea de productos son relojes de vestir y para el día a día.

## Logotipo corporativo y familiar
Su logotipo corporativo y familiar, que representa a una pareja bailando con trajes del siglo XIX, busca reflejar la elegancia, la tradición y la inspiración romántica.

## Mercado
La marca compite con marcas como Longines, Frédérique Constant, Titoni y Milus. Los precios de sus relojes oscilan entre los cientos y los miles de dólares estadounidenses.
La empresa ha estado expandiendo y centrando su estrategia de ventas en China, con la apertura de una tienda especializada en Pekín a finales de 2007. Esto también refleja la política comercial de sus competidores.

## Equipo de fútbol
Ernest Borel patrocinó un equipo de fútbol que jugó en la Primera División de Hong Kong solo durante tres temporadas. El equipo ascendió a la Primera División tras adquirir la membresía de la Asociación de Fútbol de Hong Kong al Sea Bee en 1990. Debutó en la Liga de Primera División en la temporada 1990/91. Ganó sus únicos trofeos importantes en la temporada 1991/92, al conquistar la Copa Viceroy de Hong Kong y la Copa FA de Hong Kong. El equipo abandonó la liga después de la temporada 1992/93.